# 横山葵海
横山 葵海（よこやま あおい、2001年7月23日 - ）は、日本のプロボクサー。大阪府大阪市西淀川区出身。ワタナベボクシングジム所属。現OPBF東洋太平洋スーパーフライ級王者。

## 人物
3歳から極真空手を始めて、小学3～5年生時に全国大会3連覇。中学1年生からボクシングを始めた。
浪速高校卒業後、拓殖大学に進学。なお拓殖大学時代にボクシング部主将を務めて、2022年全日本選手権バンタム級で優勝を果たした。
大学時代に取得した介護福祉士の資格を活かして、2024年6月からプロボクサーとして働きながら介護老人保健施設で働いている。

## 来歴
2024年7月7日、プロデビュー戦はTKO勝ち。
また2024年11月7日、3150×LUSHBOMUの契約第一号選手となる。
2024年12月21日、ツインメッセ静岡で開催された「3150 LUSHBOMU」のメインイベントにてOPBF東洋太平洋スーパーフライ級5位のデンマーク・キビドと同級8回戦を行い、7回にダウンを喫するも8回3-0（76-75×2、78-73）判定勝ちを収めた
2025年3月29日、愛知県国際展示場ホールAでOPBF東洋太平洋スーパーフライ級王者ジーメル・マグラモとOPBF東洋太平洋同級タイトルマッチを行い、12回3-0（117-111×2、118-110）判定勝ちを収め王座獲得に成功。この勝利で堤駿斗と並び国内男子最速タイ記録となる3戦（女子は元世界王者の松田恵里と和田まどかの2戦）でのOPBF王座獲得（国際タイトルとしては2025年6月8日に坪井智也が2戦に更新）となった。
2025年8月19日、後楽園ホールでOPBF東洋太平洋スーパーフライ級14位の馬場龍成とOPBF東洋太平洋同級タイトルマッチを行い、10回3-0（96-94×3）の判定勝ちを収め初防衛に成功した。

## 戦績
- アマチュアボクシング：56戦 44勝 (12KO) 12敗
- プロボクシング：4戦 4勝 (1KO) 無敗

| 戦           | 日付           | 勝敗 | 時間    | 内容    | 対戦相手           | 国籍       | 備考                                         |
| ------------ | -------------- | ---- | ------- | ------- | ------------------ | ---------- | -------------------------------------------- |
| 1            | 2024年7月7日   | ☆    | 2R 1:02 | TKO     | 王浩               | 中国       | プロデビュー戦                               |
| 2            | 2024年12月21日 | ☆    | 8R      | 判定3-0 | デンマーク・キビド | フィリピン |                                              |
| 3            | 2025年3月29日  | ☆    | 12R     | 判定3-0 | ジーメル・マグラモ | フィリピン | OPBF東洋太平洋スーパーフライ級タイトルマッチ |
| 4            | 2025年8月19日  | ☆    | 10R     | 判定3-0 | 馬場龍成（EBISU）  | 日本       | OPBF防衛1                                    |
| テンプレート |                |      |         |         |                    |            |                                              |

## 獲得タイトル
- アマチュア
  - 2022年全日本選手権バンタム級 優勝
- プロ
  - 第42代OPBF東洋太平洋スーパーフライ級王座（防衛1）